# Ишлейский район
Ишлейский район — упразднённая административно-территориальная единица в составе Чувашской АССР, существовавшая в 1935—1959 годах. Административный центр — село Ишлей-Покровское.
Ишлейский район был образован в составе Чувашской АССР 9 января 1935 года. В его состав были включены следующие сельсоветы:
- из Чебоксарского района: Анаткас-Маргинский, Анат-Кинярский, Больше-Катрасьский, Больше-Янышский, Василькасинский, Вурман-Сюктерский, Ишакский, Ишлей-Покровский, Кибечкасинский, Кшаушский, Мамгинский, Мамышевский, Мижерский, Перво-Алинский, Синьял-Покровский, Туруновский, Хыймалакасинский, Чандровский, Чиганарский, Эндимиркасинский, Ядринкасинский и Янгильдинский
- из Татаркасинского района: Акрамовский, Оточевский, Сыбайкасинский, Сятракасинский, Чурачикский и Ярабайкасинский
- из Аликовского района: Тиушский, Шатьмапосинский и Ямайкасинский.

В 1944 году из Ишлейского района в новый Моргаушский район были переданы Акрамовский, Больше-Янышский, Оточевский, Тиушский, Хыймалакасинский, Шатьмапосинский, Эндимиркасинский, Ямайкасинский и Ярабайкасинский с/с.
По данным 1945 года Ишлейский район включал 23 сельсовета: Анаткас-Маргинский, Анат-Кинярский, Больше-Катрасевский, Василькасинский, Вурман-Сюктерский, Ишакский, Ишлей-Покровский, Кибечкасинский, Кшаушский, Мамгинский, Мамышский, Мижерский, Перво-Алинский, Салабайкасинский, Синьял-Покровский, Сыбайкасинский, Туруновский, Чандровский, Чиганарский, Чурачикский, Эндимиркасинский, Ядринкасинский и Янгильдинский.
14 июля 1959 года Ишлейский район был упразднён, а его территория разделена между Чебоксарским, Сундырским и Красноармейским районами.